# ابن بانوا
ابن بانوا كان الحاكم الاسمي (الوالي) لإقليم البحرين في العصر العباسي، وخدم هناك في عام 903 م (290 هـ).

## الحياة المهنية
ذكر المؤرخ المسلم الطبري في تاريخه ابن بانوا مرة واحدة. ويبدو أنه كان قائدًا عسكريًا أُرسل إلى البحرين في محاولة لطرد القرامطة وقائدهم أبي سعيد الجنابي من هناك. ويُذكر أنه أرسل رسالة إلى الحكومة المركزية في بغداد، يصف فيها كيف شن هجومًا مفاجئًا على معقل القرامطة ونجح في التغلب على المدافعين عنه. وفي تشرين الثاني 903م وردت منه رسالة أخرى تُفيد بمهاجمته للقطيف، حيث هزمت قواته القرامطة وقتلت قائدهم، الذي حُدد خليفةً لأبي سعيد المعين، ثم ظفروا بإحدى أهم مدن البحرين وهي واحة القطيف فدخلوها.
ولم يُذكر ابن بانوا بعد ذلك في كتب التاريخ، ولكن استعادة العباسيين للقطيف لم تدم طويلًا، حيث سرعان ما عاد القرامطة إلى السيطرة على هذه الواحة.